# Christer Mattiasson
Björn Ove Christer Mattiasson (Borås, 29 luglio 1971) è un allenatore di calcio ed ex calciatore svedese, di ruolo attaccante, assistente allenatore del Djurgården.

## Carriera

### Giocatore

#### Club
A livello giovanile, Mattiasson giocò per il Mariedals IK, per il Norrby e per il Byttorps IF. Dopo aver debuttato per quest'ultima squadra, fu in forza per sette anni all'Elfsborg, la principale formazione della sua città natale. Al suo penultimo anno all'Elfsborg, si laureò capocannoniere dell'Allsvenskan 1997 con 14 reti. Vestì poi la maglia dell'AIK per due stagioni, giocando anche la fase a gironi della Champions League 1999-2000, prima di trasferirsi in Norvegia al Lillestrøm. Esordì nell'Eliteserien il 16 aprile 2001, quando fu titolare nel pareggio a reti inviolate contro il Bryne. Già a metà della stagione 2001 fece tuttavia ritorno in Svezia per giocare nel Djurgården, dove fu talvolta condizionato da alcuni infortuni. Nell'estate del 2003 si accordò con il Brommapojkarna, con cui chiuse la carriera nel 2005.

#### Nazionale
Conta 2 presenze per la Svezia, entrambe collezionate nel 1998.

### Allenatore
Dopo un anno da vice, dal 2007 al 2011 viene nominato allenatore del Vallentuna BK, militante in quegli anni tra Division 2 e Division 3. Nel 2012 ha ottenuto la promozione con il Valsta Syrianska dal campionato di Division 2 a quello di Division 1 (terza serie nazionale). Nel 2015 è sceso in Division 2 diventando allenatore del Sollentuna FK, ottenendo anche qui la promozione in Division 1 al termine della stagione 2016. In occasione della sua ultimo annata di permanenza, nel 2020, ha portato il Sollentuna FK a centrare il terzo posto nella Division 1 Norra di quell'anno, miglior piazzamento mai raggiunto nella storia del club.
Alla parentesi di sei anni sulla panchina del Sollentuna FK è seguita quella alla guida del Brommapojkarna, ovvero il suo ultimo club da calciatore, che lo ha ingaggiato con l'obiettivo di riportare i rossoneri dalla Division 1 alla Superettan. La squadra di Mattiasson centra la promozione al primo tentativo conquistando poi anche una seconda promozione l'anno seguente, riportando di fatto il club dalla terza alla prima serie svedese nel giro di due anni.
In vista della stagione 2023, viene scelto come nuovo tecnico del Sirius, altra squadra del campionato di Allsvenskan. La sua squadra ha concluso l'Allsvenskan 2023 all'ottavo posto con 42 punti, record di punti nella storia del club per una stagione nella massima serie, e l'Allsvenskan 2024 al nono posto. Al termine di quest'annata, la dirigenza decide di esonerarlo, precisando che la decisione non è dovuta ai risultati sportivi.
Nel gennaio 2025, è entrato a far parte dello staff tecnico del Djurgården, club di cui era già stato giocatore, ricoprendo in questo caso il ruolo di assistente del nuovo capo allenatore Jani Honkavaara.

## Palmarès

### Giocatore

#### Competizioni nazionali
- Campionato svedese: 2

Djurgården: 2002, 2003
- Coppa di Svezia: 1

Djurgården: 2002

### Allenatore

#### Competizioni nazionali
- Superettan: 1

Brommapojkarna: 2022